# 圣克鲁斯-杜卡皮巴里比
圣克鲁斯-杜卡皮巴里比是巴西伯南布哥州的一个市镇。总面积369.6平方公里，总人口80330人，人口密度217.3人/平方公里。